# Пасяне
Пасяне (на сръбски: Пасјане; на албански: Pasjani) е село в Косово, разположено в община Партеш, окръг Гниляне. Населението му според преброяването през 2011 г. е 974 души, от тях: 973 (99,89 %) сърби и 1 (0,10 %) от друга етническа група.
В селото е разположена възрожденската православна църква „Преображение Господне“, построена през 1861 г.

## Население
Численост на населението според преброяванията през годините:
- 1948 – 1 325 души
- 1953 – 1 448 души
- 1961 – 1 508 души
- 1971 – 1 845 души
- 1981 – 1 974 души
- 1991 – 2 030 души
- 2011 – 974 души